# 유니버설 올랜도 리조트

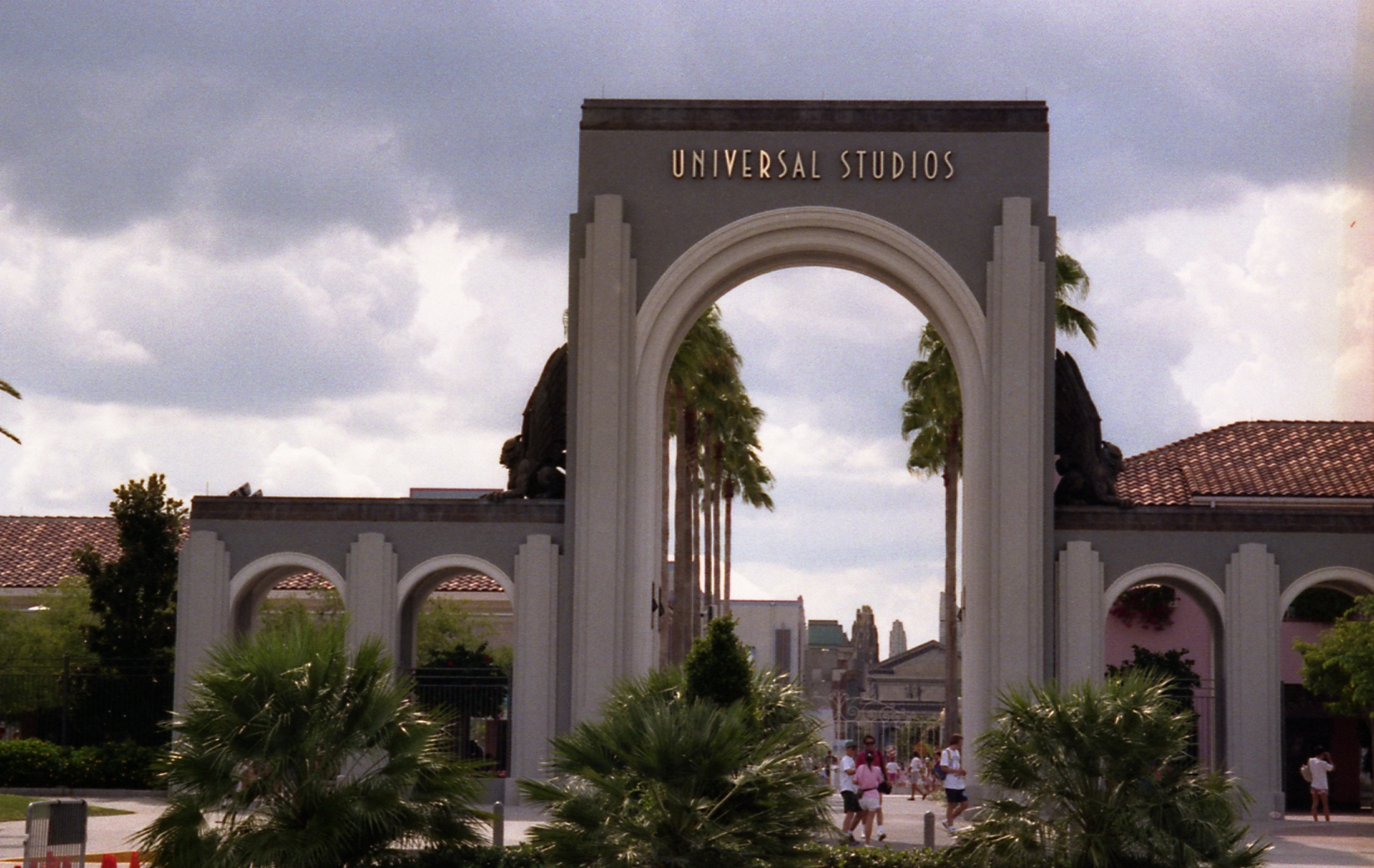

유니버설 올랜도 리조트(Universal Orlando Resort)는 미국 플로리다주 올랜도에 있는 NBC유니버설이 소유한 테마파크 리조트이다. 올랜도에서 가장 큰 리조트이며, 올랜도 대도시권에서는 월트 디즈니 월드에 이어 두번째로 규모가 크다. 2개의 테마파크 (유니버설 스튜디오 플로리다, 아일랜즈 오브 어드벤처), 1개의 워터파크 (웻 앤 와일드 올랜드), 4개의 호텔 (로스 포토파이노 베이 호텔, 하드 록 호텔, 로스 로열 퍼시픽 리조트, 카바나 베이 비치 리조트), 시네마 콤플렉스를 포함한 상업시설 (유니버설 시티워크 올랜도)로 이루어져 있다.